# Tauroscopa callixutha
Tauroscopa callixutha är en fjärilsart som beskrevs av Turner 1925. Tauroscopa callixutha ingår i släktet Tauroscopa och familjen Crambidae. Inga underarter finns listade i Catalogue of Life.